# Награди „Оскар“ (56-а церемония)
Петдесет и шестата церемония по връчване на филмовите награди „Оскар“ се провежда на 9 април 1984 година. На нея се връчват призове за най-добри постижения във филмовото изкуство за предходната 1983 година. Събитието се провежда в „Дороти Чандлър Павилион“, Лос Анджелис, Калифорния. След едногодишно прекъсване, като водещ на представлението отново е привлечен шоуменът Джони Карсън.
Големият победител на вечерта е семейната драма „Думи на обич”, на режисьора Джеймс Брукс, номинирана в 11 категории за наградата, печелейки 5 статуетки.
Сред останалите основни заглавия са военно-космическата драма „Истински неща“ на Филип Кауфман, семейната мистерия „Фани и Александър“ на Ингмар Бергман, кънтри драмата „Нежно милосърдие“ на Брус Бересфорд, младежката драма „Силкууд“ на Майк Никълс и театралната драма „Гардеробиерът“ на Питър Йейтс.
Любопитен факт е спечелената награда от Линда Хънт в категорията за най-добра поддържаща женска роля, връчена ѝ за превъплъщението в персонаж от мъжки пол.

## Филми с множество номинации и награди
| Долуизброените филми получават повече от 2 номинации в различните категории за настоящата церемония: - 11 номинации: Думи на обич - 8 номинации: Истински неща - 6 номинации: Фани и Александър - 5 номинации: Гардеробиерът, Силкууд, Нежно милосърдие, Йентъл - 4 номинации: Крос Крийк, Флашданс, Завръщането на джедаите - 3 номинации: Голямото разочарование, Образовайки Рита, Военни игри | Долуизброените филми получават повече от 1 награда „Оскар“ на настоящата церемония: - 5 статуетки: Думи на обич - 4 статуетки: Фани и Александър, Истински неща - 2 статуетки: Нежно милосърдие |

## Номинации и награди
Долната таблица показва номинациите за наградите в основните категории. Победителите са изписани на първо място с удебелен шрифт.
| Най-добър филм | Най-добър режисьор |
| --- | --- |
| - Думи на обич - Голямото разочарование - Гардеробиерът - Истински неща - Нежно милосърдие | - Джеймс Брукс – Думи на обич - Питър Йейтс – Гардеробиерът - Ингмар Бергман – Фани и Александър - Майк Никълс – Силкууд - Брус Бересфорд – Нежно милосърдие |
| Най-добра мъжка роля | Най-добра женска роля |
| - Робърт Дювал – Нежно милосърдие - Майкъл Кейн – Образовайки Рита - Том Конти – Рубен, Рубен - Том Кортни – Гардеробиерът - Албърт Фини – Гардеробиерът                                                          | - Шърли Маклейн – Думи на обич - Джейн Александър – Заветът - Мерил Стрийп – Силкууд - Джули Уолтърс – Образовайки Рита - Дебра Уингър – Думи на обич        |
| Най-добра поддържаща мъжка роля | Най-добра поддържаща женска роля |
| - Джак Никълсън – Думи на обич - Чарлс Дърнинг – Да бъда или да не бъда - Джон Литгоу – Думи на обич - Сам Шепард – Истински неща - Рип Торн – Крос Крийк                                                         | - Линда Хънт – Годината на опасното живеене - Шер – Силкууд - Глен Клоуз – Голямото разочарование - Ейми Ървинг – Йентъл - Алфри Уудард – Крос Крийк         |
| Най-добър оригинален сценарий | Най-добър адаптиран сценарий |
| - Нежно милосърдие – Хортън Фути - Голямото разочарование – Лорънс Касдан и Барбара Бенедек - Фани и Александър – Ингмар Бергман - Силкууд – Нора Ефрон и Алис Арлен - Военни игри – Лорънс Ласкър и Уолтър Паркс | - Думи на обич – Джеймс Брукс - Измяна – Харолд Пинтър - Гардеробиерът – Роналд Харууд - Образовайки Рита – Уили Ръсел - Рубен, Рубен – Джулиъс Епщайн       |
| Най-добра кинематография (операторско майсторство) | Най-добър чуждоезичен филм |
| - Фани и Александър – Свен Никвист - Флашданс – Дон Питърман - Истински неща – Салеб Дешанел - Военни игри – Уилям Фрейкър - Зелиг – Гордън Уилис                                                                 | - Фани и Александър (Швеция) - Кармен (Испания) - Любов от пръв поглед (Франция) - Бунтът на Йов (Унгария) - Топката (Алжир)                                 |